# Rinorea tshingandaensis
Rinorea tshingandaensis Taton – gatunek roślin z rodziny fiołkowatych (Violaceae). Występuje naturalnie w Gabonie, Demokratycznej Republice Konga oraz Ugandzie. 

## Morfologia
PokrójZimozielone drzewo lub krzew. Dorastające do 2–15 m wysokości.
LiścieBlaszka liściowa ma owalny, eliptyczny lub eliptycznie lancetowaty kształt. Mierzy 4,8–14,5 cm długości oraz 1,6–4,8 cm szerokości, jest niemal całobrzega lub piłkowana na brzegu, ma klinową nasadę i spiczasty wierzchołek. Ogonek liściowy jest nagi i ma 6–14 mm długości.
KwiatyZebrane w tyrsach wyrastających na szczytach pędów. Mają działki kielicha o lancetowatym kształcie i dorastające do 2–3 mm długości. Płatki są owalnie lancetowate, mają żółtawą barwę oraz 5–6 mm długości.
OwoceTorebki mierzące 14-18 mm średnicy, o niemal kulistym kształcie.

## Biologia i ekologia
Rośnie w lasach, na wysokości do 1500 m n.p.m.